# C. Gardner Sullivan
Pour les articles homonymes, voir Gardner et Sullivan.
C. Gardner Sullivan (Stillwater, 18 septembre 1884 - Los Angeles, 5 septembre 1965) est un scénariste et producteur de cinéma américain. Il fut marié à l'actrice Ann May.

## Filmographie partielle

### en tant que scénariste
- 1912 : Her Polished Family de C.J. Williams
- 1915 : Matrimony de Scott Sidney
- 1916 : The Last Act de Walter Edwards
- 1916 : Richesse maudite (The Dividend) de Thomas H. Ince et Walter Edwards
- 1916 : Eye of the Night de Walter Edwards
- 1916 : The Corner de Walter Edwards
- 1916 : Shell 43 de Reginald Barker
- 1917 : Happiness de Reginald Barker
- 1917 : The Hater of Men de Charles Miller
- 1918 : When Do We Eat? de Fred Niblo
- 1919 : À l'ombre du bonheur (Stepping Out) de Fred Niblo
- 1920 : Love Madness de Joseph Henabery
- 1920 : Le Trait d'union (The Woman in the Suitcase) de Fred Niblo
- 1921 : Good Women de Louis Gasnier
- 1923 : Dulcy de Sidney Franklin
- 1923 : L'Âme de la bête (Soul of the Beast) de John Griffith Wray
- 1923 : Le Petit Prince (Long Live the King) de Victor Schertzinger
- 1926 : L'Espionne (Three Faces East) de Rupert Julian
- 1935 : L'Infernale Poursuite (Car 99) de Charles Barton